# Scroll and Key

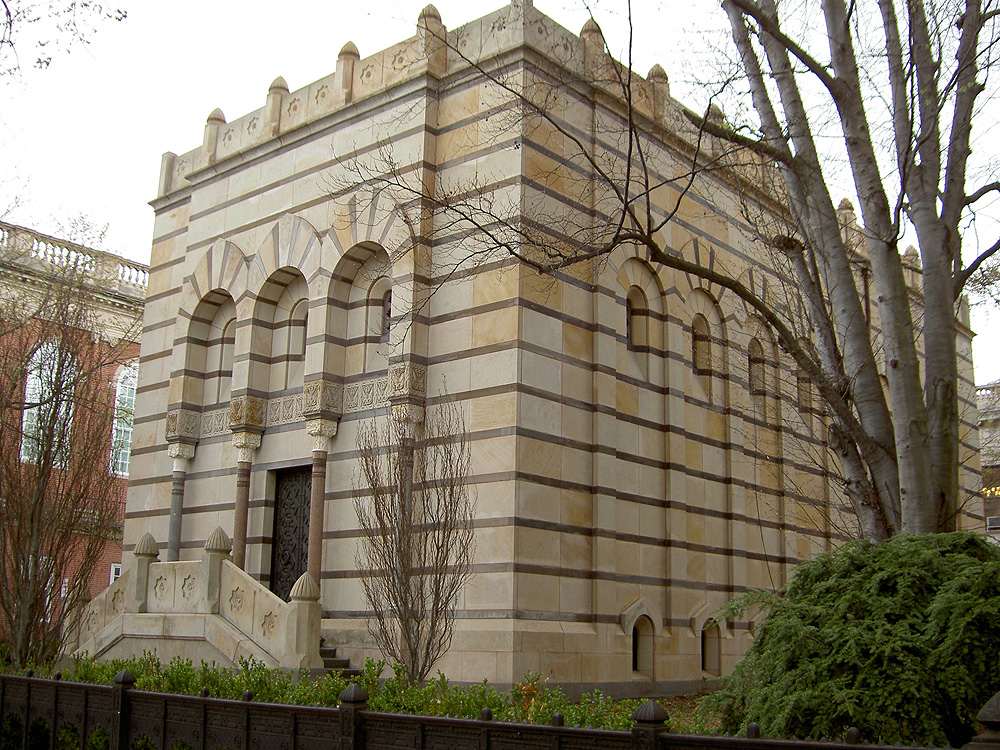
Local de la Scroll and Key

Scroll and Key est une société secrète fondée en 1841 à l'université Yale à New Haven au Connecticut. C'est la deuxième plus ancienne société secrète de Yale.

## Histoire
À la suite de différends sur l'élection des membres de la Skull and Bones, la société secrète la plus ancienne de Yale, John Perter décide, avec plusieurs autres compagnons, de fonder en 1841 la Scroll and Key. D'autres membres vont venir successivement se joindre à cette société en 1842 et en 1843.

## Membres notables

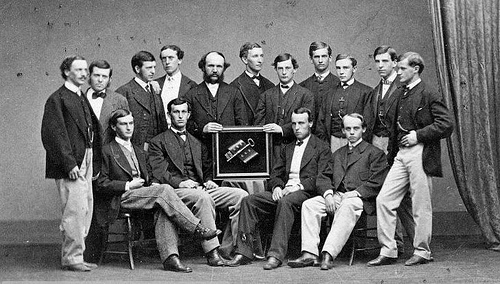
Membres de la volée 1866

| Nom                          | Année de mandat! |
| ---------------------------- | ---------------- |
| Cord Meyer, Jr.              | 1943             |
| Frank Polk                   | 1894             |
| Dean Acheson                 | 1915             |
| Cyrus Vance                  | 1939             |
| Theodore Runyon              | 1842             |
| Sargent Shriver              | 1938             |
| Allen Wardwell               | 1895             |
| John Enders                  | 1919             |
| William C. Bullitt           | 1912             |
| Huntington D. Sheldon        | 1925             |
| Warren Zimmermann            | 1956             |
| Roscoe S. Suddarth           | 1956             |
| Lewis Sheldon                | 1895             |
| Raymond R. Guest             | 1931             |
| Thomas Enders                | 1953             |
| A. Bartlett Giamatti         | 1960             |
| Paul Mellon\|                |                  |
| Robert McCormick             | 1903             |
| Henry deForest               | 1876             |
| Fareed Zakaria               | 1986             |
| J. Peter Grace               | 1936             |
| Cornelius Vanderbilt III     | 1895             |
| James Stillman Rockefeller\| |                  |
| Brewster Jennings            | 1920             |
| Gilbert Colgate              | 1883             |
| Benjamin Brewster            | 1929             |
| Seymour H. Knox              | 1920             |
| Donald R. McLennan           | 1931             |
| Stone Phillips               | 1977             |
| Peter H. Dominick            | 1937             |
| Gideon Rose                  | 1987             |
| Philip B. Heymann            | 1954             |
| Joseph M. Patterson          | 1901             |
| George Edgar Vincent         | 1885             |
| Ethan A. H. Shepley          | 1918             |
| Robert D. Orr                | 1940             |
| Joseph Medill McCormick      | 1900             |
| James C. Auchincloss,        | 1908             |
| Herbert Parsons              | 1890             |
| Fred Dubois                  | 1872             |
| Richardson Dilworth          | 1921             |
| Frederick B. Dent            | 1944             |
| John Dalzell                 | 1865             |
| Wayne Chatfield-Taylor       | 1916             |
| William Nelson Runyon        | 1892             |
| Newbold Morris               | 1925             |
| Randall L. Gibson            | 1853             |
| Mortimer R. Proctor          | 1912             |
| Frederic A. Potts            | 1926             |
| Carter Henry Harrison        | 1845             |
| George Shiras Jr.            | 1853             |
| Harvey Cushing               | 1891             |
| Dickinson W. Richards        | 1917             |
| Benjamin Spock               | 1925             |
| Edward Salisbury Dana        | 1871             |
| George Roy Hill              | 1943             |
| Cole Porter                  | 1909             |
| James Gamble Rogers          | 1889             |
| Garry Trudeau                | 1970             |
| William Adams Delano         | 1895             |